# Gold Symphony
Albums de AAA
Eight Wonder
(2013)
Singles
Gold Symphony est le 9e album du groupe AAA, sorti sous le label Avex Trax le 1er octobre 2014 au Japon. Il arrive 1er à l'Oricon. Il se vend à 59 384 exemplaires la première semaine et reste classé 25 semaines pour un total de 82 350 exemplaires vendus en tout durant cette période. Il sort en format CD, CD+DVD et CD+DVD+Goods.

## Liste des titres
| 1.  | Intro -Gold Symphony-               |  |
| 2.  | Next Stage                          |  |
| 3.  | Shout & Shake                       |  |
| 4.  | Circle                              |  |
| 5.  | Hands (HANDs)                       |  |
| 6.  | Love                                |  |
| 7.  | V.O.L                               |  |
| 8.  | Autumn Orange                       |  |
| 9.  | Kaze ni Kaoru Natsu no Kioku        |  |
| 10. | Sayonara no Mae ni (さよならの前に) |  |
| 11. | Wake Up!                            |  |

| 1. | Love (Music Clip)                                                          |  |
| 2. | Wake up! (Music Clip)                                                      |  |
| 3. | Kaze ni Kaoru Natsu no Kioku (Music Clip) (風に薫る夏の記憶)               |  |
| 4. | Sayonara no Mae ni (Music Clip) (さよならの前に)                           |  |
| 5. | Love (Music Clip Making)                                                   |  |
| 6. | Wake up! (Music Clip Making)                                               |  |
| 7. | Sayonara no Mae ni (Music Clip Making *Extended version*) (さよならの前に) |  |